# Ambiamor

Bandera ambiamorosa

Ambiamor es un neologismo que hace referencia a la capacidad de experimentar o disfrutar tanto de las relaciones monógamas como de las poliamorosas.
El ambiamor puede considerarse como una forma de relación no monogámica, ya que no depende estrictamente de la monogamia. Ambiamor tampoco es bigamia, ya que esta forma parte de la poligamia. Los términos pueden confundirse porque usan el lexema "bi", pero en este caso "ambi" se refiere a ambivalencia y a ambigüedad. Es decir, se trata más bien de un sentimiento específico hacia las relaciones. Alguien ambiamoroso puede tener una sola pareja o varias. En el caso de tener múltiples parejas, requeriría el consentimiento de todas las personas involucradas, que deben ser conscientes de que su pareja tiene otras parejas y estar de acuerdo.
El ambiamor puede aplicarse a parejas sexuales, románticas, queerplatónicas, platónicas, etc., sin restringirse solo al romanticismo.